# Биназа
Биназа — секретируемая рибонуклеаза (КФ 3.1.27.-), которая обладает эндонуклеазной активностью и гуанилспецифичностью в отношении гидролиза РНК и динуклеозидфосфатов. Биназа принадлежит к семейству рибонуклеаз N1/T1.
Термин «биназа» образован от русской транскрипции первых букв латинского названия вида бактерии Bacillus intermedius (то есть Bacillus intermedius), из которой фермент был впервые выделен и стандартного аффикса биохимической номенклатуры «-аза», указывающий на принадлежность вещества к классу ферментов.
В научной литературе до сих пор применяется и более ранний термин — «РНКаза Bi».

## История изучения
Биназа была впервые выделена и охарактеризована сотрудниками кафедры микробиологии Казанского университета. Исследования проводились под руководством Маргариты Ильиничны Беляевой.
Впервые димерные формы биназы были обнаружены с помощью атомно-силового микроскопа. Анализ структуры биназы привёл к обнаружению нового функционального элемента — α-спирального гидрофобного сегмента, впервые описанного в рамках дипломной работы и первой научной публикации выпускника Казанского университета Ширшикова Фёдора Владимировича. Для гидрофобного сегмента предсказывались две биологические функции: димеризация фермента в водном растворе и дестабилизация наружной мембраны митохондрий. Впоследствии оба эффекта были подтверждены экспериментально.

## Структура

### Первичная структура
Известна полная аминокислотная последовательность биназы. Фермент состоит из 109 аминокислотных остатков.

## Биологические эффекты
Биназа проявляет иммуностимулирующее, противовирусное и противоопухолевоедействие.